# Циргибель, Герберт
Герберт Циргибель (нем. Herbert Ziergiebel; 27 июня 1922, Нордхорн — 11 сентября 1988, Берлин) — немецкий писатель, в частности, писатель-фантаст. Романы писателя  считаются одними из лучших образцов научной фантастики ГДР.

## Биография

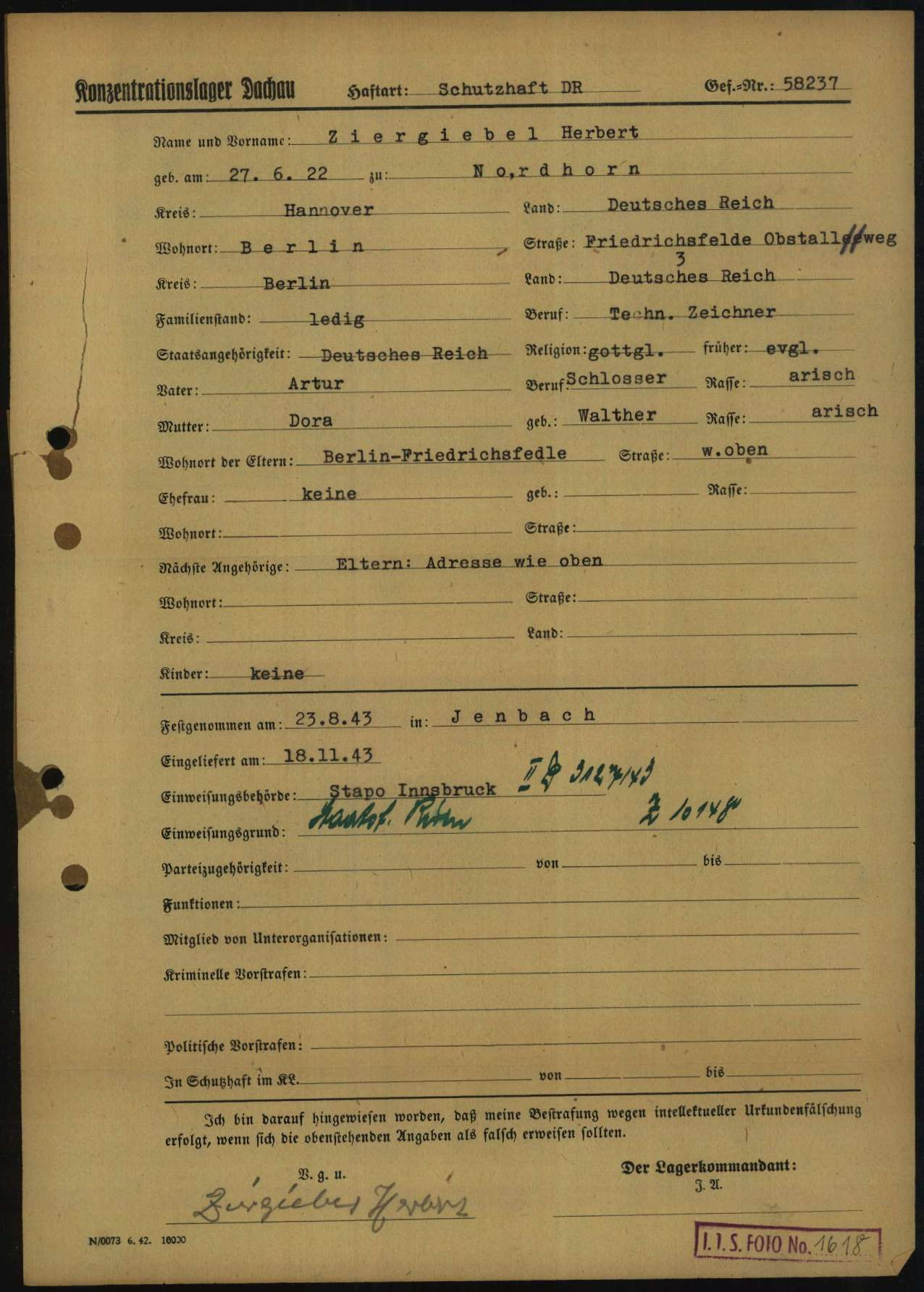
Регистрационный формуляр Герберта Циргибеля как заключённого в нацистском концлагере Дахау

Родился в Нордхорне в Нижней Саксонии. Изначально хотел стать инженером и сначала изучил профессию слесаря. До 1941 года работал техническим чертёжником и ассистентом конструктора. Во время войны участвовал в антифашистском движении Сопротивления и был чуть не арестован за нелегальные листовки в своей квартире, но незадолго до этого ему удалось бежать. Под угрозой ареста скрылся в Тироле, но в 1942 году был всё-таки арестован и заключён в тюрьму в Инсбруке. Затем попал в концлагерь Дахау, откуда сбежал за несколько дней до освобождения Дахау американцами.
После войны Герберт Циргибель изучал философию и историю в Университете имени Гумбольдта в Берлине, работал редактором на Берлинском радио и журналистом в Будапеште в 1955—1956 годах. Затем стал профессиональным писателем и переехал в Восточный Берлин (ГДР).
Герберт Циргибель — автор нескольких книг: репортажа о путешествии в Албании Der letzte Schleier – Albanische Reisebilder, исторического романа Rebellen, автобиографических романов, а также большого числа детских радиопьес. По его автобиографическому роману Das Gesicht mit der Narbe на киностудии «DEFA» был поставлен фильм «Последний шанс» (Die letzte Chance). Оставил свой след и в научной фантастике. На его счёту два фантастических романа «Иной мир» и «Время падающих звёзд», а также рассказ «Эксперименты профессора Пулекса». К тому же, остался незаконченным и неопубликованным ещё один фантастический роман писателя.
Скончался от рака после непродолжительной тяжёлой болезни.